# カンランハギ
カンランハギ （橄欖剥、学名：Acanthurus bariene、英名：Black-spot surgeonfish）は、スズキ目ニザダイ亜目ニザダイ科に属する魚。

## 分布
西太平洋からインド洋に分布する。日本では伊豆半島以南の太平洋沿岸、琉球列島、小笠原諸島などに生息する。

## 生態
体長は40cm程度。眼の後部に暗色斑が特徴で、大きく成長すると前頭部が膨出する。岩礁やサンゴ礁外縁部の斜面に生息し、主に藻類を食べる。沖縄県などでは食用として利用される。